# Francisco Miquel y Badía
Francisco Miquel y Badía (Barcelona, 1840-Barcelona, 1899) fue un crítico literario y artístico, historiador, escritor y articulista español. Realizó contribuciones en el Diario de Barcelona —que inició en 1866—, además de en otras publicaciones como La Ilustración Española y Americana, el Mundo Ilustrado o Hispania.
Opuesto al modernismo, gozaba de cierta ascendencia entre la esfera conservadora catalana desde su  sempiterna posición como crítico del Diario de Barcelona;  en su pensamiento —influenciado por la figura de Manuel Milá y Fontanals y su doctrina estética romántica— se hace patente una didáctica moralizante. También tuvieron cierta ascendencia sobre su carrera los autores Joaquín Roca y Cornet y José María Quadrado.